# ? (Izgubljeni)
"?" je dvadeset i prva epizoda druge sezone televizijske serije Izgubljeni i sveukupno 46. epizoda kompletne serije. Režirao ju je Deran Sarafian, a napisali Damon Lindelof i Carlton Cuse. Prvi puta se emitirala 10. svibnja 2006. godine na televizijskoj mreži ABC. Glavni lik radnje epizode je Mr. Eko (Adewale Akinnuoye-Agbaje). 

## Radnja

### Prije otoka
Eko je svećenik u Australiji. Jedan od kolega mu daje krivotvorenu putovnicu prije nego što ga pošalje da istraži čudo o utopljenoj maloj djevojci, imena Charlotte, koja je oživjela na stolu za autopsiju. U početku se čini da se zaista dogodilo čudo. Nakon toga Eko razgovara s njezinim ocem, Richardom Malkinom - vidovnjakom kojeg je posjetila Claire u epizodi Raised by Another. Malkin tvrdi da je djevojka prirodno preživjela i da se Charlotte i njezina majka samo pretvaraju da je čudo u pitanju zbog toga što im se objema ne sviđa što je on lažni vidovnjak. Eko piše izvještaj u kojem istakne da se čudo ipak nije dogodilo. U posljednjoj sceni radnje koja se odvija prije otoka vidimo Ekoa na aerodromu, a u susret mu dolazi Charlotte koja mu uskoro govori da je, dok se nalazila između svjetova, vidjela Yemija koji joj je rekao da je ponosan na svog brata. Ljutit, Eko se počne derati na Charlotte, ali ga prekida Libby koja se baš nalazi u prolazu i koja ih oboje pita je li sve u redu. 

### Na otoku
U snu Mr. Eko cijepa drva svojom sjekirom na plaži. Ana Lucia i njegov brat Yemi mu govore da mora pomoći Johnu koji je "izgubio svoj put", a to će učiniti ako ga John odvede do "upitnika". 
Michael izlijeće iz okna, tvrdeći da ga je nepoznata osoba upucala u ruku. Sawyer, Kate i Jack otkrivaju žrtve pucnjave - Ana-Lucia je mrtva, a Libby je na rubu smrti. Nakon što Michael shvati da je Libby još uvijek živa, boji se da će otkriti istinu o tome što se zbilja dogodilo; Jack upita Sawyera za heroin kako bi Libby bilo što ugodnije. Također upita Kate da pođe s njim te mu da ultimatum: ili će otkriti gdje je sakrio oružje ili će Libby umrijeti u mukama. Sawyer nevoljko pristaje. Eko se ponudi da uz Lockeovu pomoć ode pronaći Henryja Galea, ali nakon što njih dvojica krenu u džunglu otkrije mu svoj pravi cilj: Locke ga mora odvesti do upitnika; tamo pronalaze avion u kojem se nalazi Ekov brat. Kampiraju pokraj aviona, a Lockeu se u snu ukaže Yemi na vrhu obližnje litice. Kada se probudi, Eko se popne uz liticu i s vrha pogleda dolje te vidi golemi znak upitnika koji se sastoji od aviona i trave. Siđe natrag i uz Lockeovu pomoć gurne avion u stranu te njih dvojica zajedno pronađu novo podzmeno okno.
U novo-otkrivenom podzemnom oknu nalaze se stolice, televizijski monitori i pneumatske cijevi. Locke stavi svoju mapu u jednu od cijevi koju nastali pritisak odmah usisa. Također pronalazi još jedan kompjuterski terminal s nalogom: ">:PRINT LOG? Y/N". On stisne "Y" pa se na obližnjem printeru počne printati poduža lista s vremenskim oznakama. Eko pronalazi još jedan Orientation film u kojem se otkriva da se njih dvojica nalaze u "Stanici 5: Biser" (Station 5: The Pearl) koja postoji kako bi se iz nje nadzirale sve ostale stanice i detaljno bilježilo ponašanje pojedinaca i njihove reakcije na stvari od izuzetnog značaja. Narator u ovom orijentacijskom filmiću govori da oni koji se nalaze u ostalim oknima sudjeluju u psihološkom eksperimentu, a da se pneumatske cijevi koriste kako bi se slale informacije u Dharma Inicijativu. Locke zbog filma pomisli da je cijelo vrijeme glumio budalu i prestane vjerovati da pritiskanje gumba na kompjuteru više ima ikakav značaj. Međutim, Mr. Eko vjeruje kako je tek sada pritiskanje gumba postalo još važnije te jasno Lockeu daje do znanja da će on nastaviti unositi brojeve u kompjuter, ako ovaj odluči prestati s tim. 
U stanici Labud Hurley razgovara s Libby i ispričava joj se što je zaboravio na deke. Svojim zadnjim dahom ona uspijeva izgovoriti "Michael!". Međutim, Jack greškom pretpostavi da ona na taj način izražava zabrinutost za Michaela pa ju uvjerava da je Michael dobro. Hurley zaplače, kao i Kate koju Sawyer zagrli. U isto vrijeme Locke i Mr. Eko se vraćaju prema oknu, a alarm u stanici se začuje; Michael se nalazi u prostoriji s oružjem i cijeli razvoj događaja zadovoljno promatra. 

## Produkcija
Ova epizoda označava smrt jednog od glavnih likova serije - Libby - za koju se prvotno mislilo da će umrijeti u prethodnoj epizodi. To je bio četvrti glavni lik serije koji je umro do tada (raniji su bili Shannon Rutherford, Ana Lucia Cortez i Boone Carlyle). Unatoč tome ime glumice Cynthie Watros nalazi se na uvodnoj špici serije do kraja druge sezone.
Redatelj Darren Aronofsky trebao je režirati ovu epizodu, ali odbio je posao nakon što je njegova supruga Rachel Weisz zatrudnila. Zamijenio ga je Deran Sarafian. Scenaristi Damon Lindelof i Carlton Cuse o epizodi su rekli da "je ovo bila savršena prilika da napokon spoje likove Lockea i Mr. Ekoa kao određenu filozofsku bitku između vjere i volje koju su naglašavali kroz čitavu sezonu."

## Gledanost
Epizodu ? gledalo je 16.35 milijuna Amerikanaca.

## Vanjske poveznice
- "?" na ABC-u